# Jashinea lugubris
Jashinea lugubris är en tvåvingeart som först beskrevs av Austen 1937.  Jashinea lugubris ingår i släktet Jashinea och familjen bromsar.
Artens utbredningsområde är Zambia. Inga underarter finns listade i Catalogue of Life.